# Biberwier
Biberwier este un oraș în Austria, situat în districtul Reutte, landul Tirol.